# بركة النارنج
بركة النارنج هي بركة تقع في الساحات الغربية لِلمسجد الأقصى في القدس. تتواجد بين سبيل قاسم باشا جنوبًا ومصطبة سبيل قايتباي شمالًا.

## التسمية

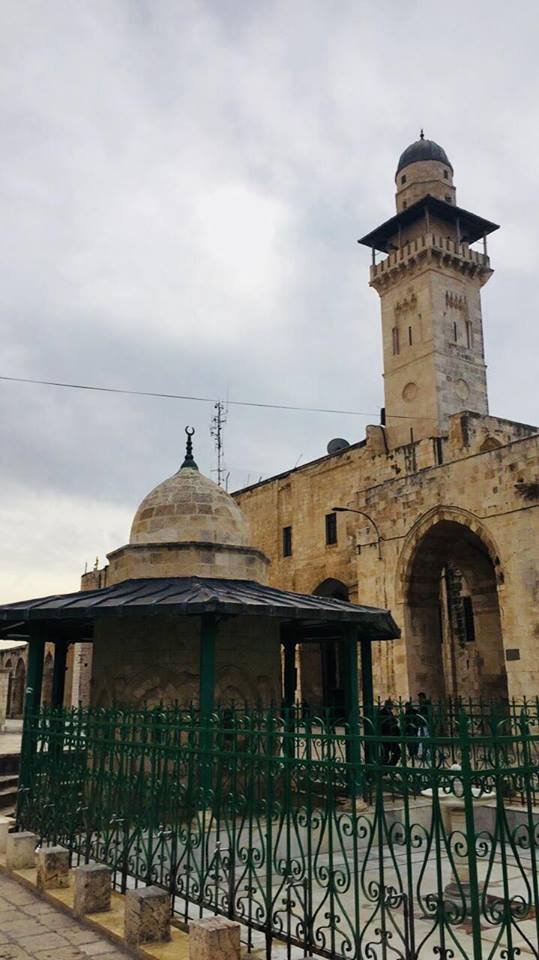
مصطبة سبيل قاسم باشا والبركة. وتظهر خلفها مئذنة بوابة السلسلة

سُميت البركة بهذا الاسم -النارنج- نظرًا لوجود أشجار النارنج (فاكهة شبيهة بالبرتقال) بالقرب منها عند بنائها. تُعرف أيضًا باسم "الرارنج" و"الغاغنج" وكلاهما يختلفان عن النارنج.

## التاريخ
بُنيت البركة في العصر العثماني. ورُممت في عهد السُلطان قايتباي. ورممها مرة ثانية قاسم باشا، حاكم القدس في عام 1527. في عام 1922، أعاد المجلس الإسلامي الأعلى بناء البركة ورصفها بالرخام وطوقها بدرابزين.
وقامت لجنة الإعمار في عام 1971 بطمر أرضيتها ومن ثم تبليطها بالرخام، ونصبت في وسطها قاعدة مضلعة تحمل عمودًا يقوم عليه حوض ماء دائري، وفي عام 1997 قامت لجنة الإعمار بإنشاء موضع للوضوء على محيط النافورة.